# Djezairli Ghazi Paixà
Djezairli Ghazi Paixà o Cezayirli Gazi Hasan Paixà (1713-1790) fou un dels principals kapudan paixà (almirall en cap) otomans i gran visir otomà originari de Rodostó (Tekirdağ) a la mar de Màrmara, on de jove fou esclau d'un comerciant, sent alliberat després per esdevenir genísser. El seu nom, Cezayirli, és la paraula turca equivalent a "algerià".
Va fer la campanya contra Àustria (1737-1739) i després va anar a Alger on fou nomenat bey de Tlemcen però enfrontat al dey d'Alger es va refugiar a Espanya. El 1760 va retornar a Constantinoble i va rebre el comandament d'un vaixell. El 1766/1767 fou nomenat comandant del vaixell almirall (kapudana) i va lluitar a la mar contra Rússia (1770) i a la batalla de Çeşme, on la flota otomana fou aniquilada, va salvar a les seves forces del desastre general i va retornar a Constantinoble amb la notícia de la derrota; llavors va fer un audaç cop de mà contra l'illa de Limni (Lemnos) on els russos havien establert una base naval (10 d'octubre de 1770) i que foren expulsats.
Per aquesta acció va rebre el títol de Ghazi i el càrrec de Kapudan Paixà. El 1773 i 1774 va participar en la guerra per terra contra Rússia com a serasker de Rustxuk, fins al tractat de Küčük Kaynardja el 17 de juliol de 1774, retornant a ser tot seguit Kapudan Paixà i en els dos anys següents va posar fi a l'estat semi-independent d'Acre dirigit per Zahir al-Umar i els seus fills.
El 1778 en previsió d'una guerra contra els russos a Crimea, va fer una exhibició naval a la mar Negra que fou un desastre, ja que diversos vaixells es van enfonsar per accidents. El 1779 fou enviat a Morea d'on va expulsar els irregulars albanesos que s'hi havien instal·lat després de la sortida de la flota russa i sense perdre el seu càrrec va rebre el govern de Morea. El 1780 va reprimir la revolta dels Maïnotes.
En els següents anys fou gran visir per tres vegades interinament com a caimacan (1781, 1785 i 1786) primer quan va morir Silahdar Seyyid Mehmed Paixà l'11 de desembre de 1781, després el 31 de març de 1785 quan fou destituït el seu adversari polític Khalil Hamid Paixà al que havia denunciat per complot a favor del príncep Selim davant el sultà, i per tercera vegada el 24 de gener de 1786 a la destitució de Sahin Ali Paixà.
Després d'això fou enviat a Egipte per restaurat la sobirania otomana que els beys rebels Murad i Ibrahim no respectaven, i es va presentar amb el seu exèrcit al Caire (agost de 1786) i el 8 d'agost va posar en fuita als beys revoltats, i va alliberar el paixà Yegen Mehmed que havia estat empresonat pels rebels. Encara era a Egipte a la tardors del 1787 quan fou cridat per participar en la imminent guerra contra Rússia, i enviat a Otxàkiv; va atacar la fortalesa de Kinburn va lliurar contra la flota russa diversos combats a l'entorn de la ciutat sense èxit, però la va poder aprovisionar sense poder aixecar el setge.
El desembre de 1787 va tornar a Constantinoble i el 7 d'abril de 1789 va perdre el càrrec de Kapudan Paixà per orde del nou sultà Selim III. El 22 de setembre de 1789 el gran visir Kethuda Txerkes Hasan Paixà va ser derrotat Martineixti i Hasan Paixà, que mentre havia rebutjat als russos a Izmail, va ser nomenat gran visir el 3 de desembre de 1789 amb el comandament afegit de les tropes. Va passar l'hivern a Xumen on va negociar amb Rússia; es va posar malalt i va morir el 30 de març de 1790, potser enverinat per ordre del sultà